# Presbytis bicolor
El langur blanco y negro (Presbytis bicolor') es una especie de mono de la familia Cercopithecidae. Anteriormente se consideraba una subespecie del langur sumatranos de cresta negra, Presbytis melalophos (como Presbytis melalophos bicolor) pero el análisis genético reveló que estas son especies separadas.

## Distribution
El langur blanco y negro es nativo de la isla de Sumatra en Indonesia.  Está catalogado como datos deficientes por la UICN.